# Mk.68 砲射撃指揮装置
Mk.68 砲射撃指揮装置（英語: Mark 68 Gun Fire Control System, Mk.68 GFCS）は、アメリカ海軍が開発した艦砲用の砲射撃指揮装置（GFCS）。

## 概要
第二次世界大戦中、アメリカ海軍では、両用砲用のGFCSとしてMk.37方位盤を用いたシステムを広く配備していた。射撃計算機としては、従来は機械式計算機である射撃盤が用いられていたのに対し、アナログコンピュータを使うように再設計したMk.1射撃指揮コンピュータを採用した。また追尾レーダーとして、当初はLバンドのMk.4、出力増強型のMk.12、ついでXバンドのMk.25（のちにAN/SPG-25と改称）が用いられていた。これをもとに、射撃指揮コンピュータをデジタルコンピュータのMk.47に、また火器管制レーダーをAN/SPG-53に更新した全面改良型として開発されたのが本機である。
本機はMk.42 5インチ単装速射砲と組み合わされて、1970年代中盤までに建造されたアメリカ海軍の主力艦の多くに搭載されることとなった。Mk.42砲とMk.68 GFCSを組み合わせた場合、中高度・中速直進目標に対する対空有効射程が約5,000ヤード (4,600 m)、発射弾数20発時の有効弾確率が約5％とされていた。
その後、捜索中追尾（TWS）能力と海軍戦術情報システム（NTDS）との連接に対応した新型機としてMk.86が開発され、1974年2月就役のカリフォルニア級原子力ミサイル巡洋艦以降では、こちらが採用されるようになっていった。

## 搭載艦
- 嚮導駆逐艦
  - ミッチャー級駆逐艦
  - ファラガット級ミサイル駆逐艦
  - ベルナップ級ミサイル巡洋艦
  - 「トラクスタン」（DLGN-35）
- 駆逐艦
  - フォレスト・シャーマン級駆逐艦
  - チャールズ・F・アダムズ級ミサイル駆逐艦
    - パース級駆逐艦 ( オーストラリア海軍)
    - リュッチェンス級駆逐艦 ( ドイツ海軍)
- 護衛駆逐艦/フリゲート
  - ノックス級フリゲート
    - バレアレス級フリゲート ( スペイン海軍)